# Krini
Krini (gr. Κρηνί, tur. Pınarbaşı) – wieś na Cyprze, w dystrykcie Kirenia. Obecnie znajduje się w granicach Cypru Północnego.